# 95771 Lachat
95771 Lachat este un asteroid din centura principală de asteroizi.

## Descriere
95771 Lachat este un asteroid din centura principală de asteroizi. A fost descoperit pe 9 martie 2003 la Vicques de Michel Ory. Asteroidul prezintă o orbită caracterizată de o semiaxă mare de 2,62 ua, o excentricitate de 0,18 și o înclinație de 14,6° în raport cu ecliptica.